# Acontia somaliensis
Acontia somaliensis is een vlinder van de familie van de uilen (Noctuidae). De wetenschappelijke naam van deze soort is voor het eerst voorgesteld als Acontarache somaliensis door Emilio Berio in een publicatie uit 1977.
De soort komt voor in Ethiopië en Somalië.